# 烏斯季喬爾納

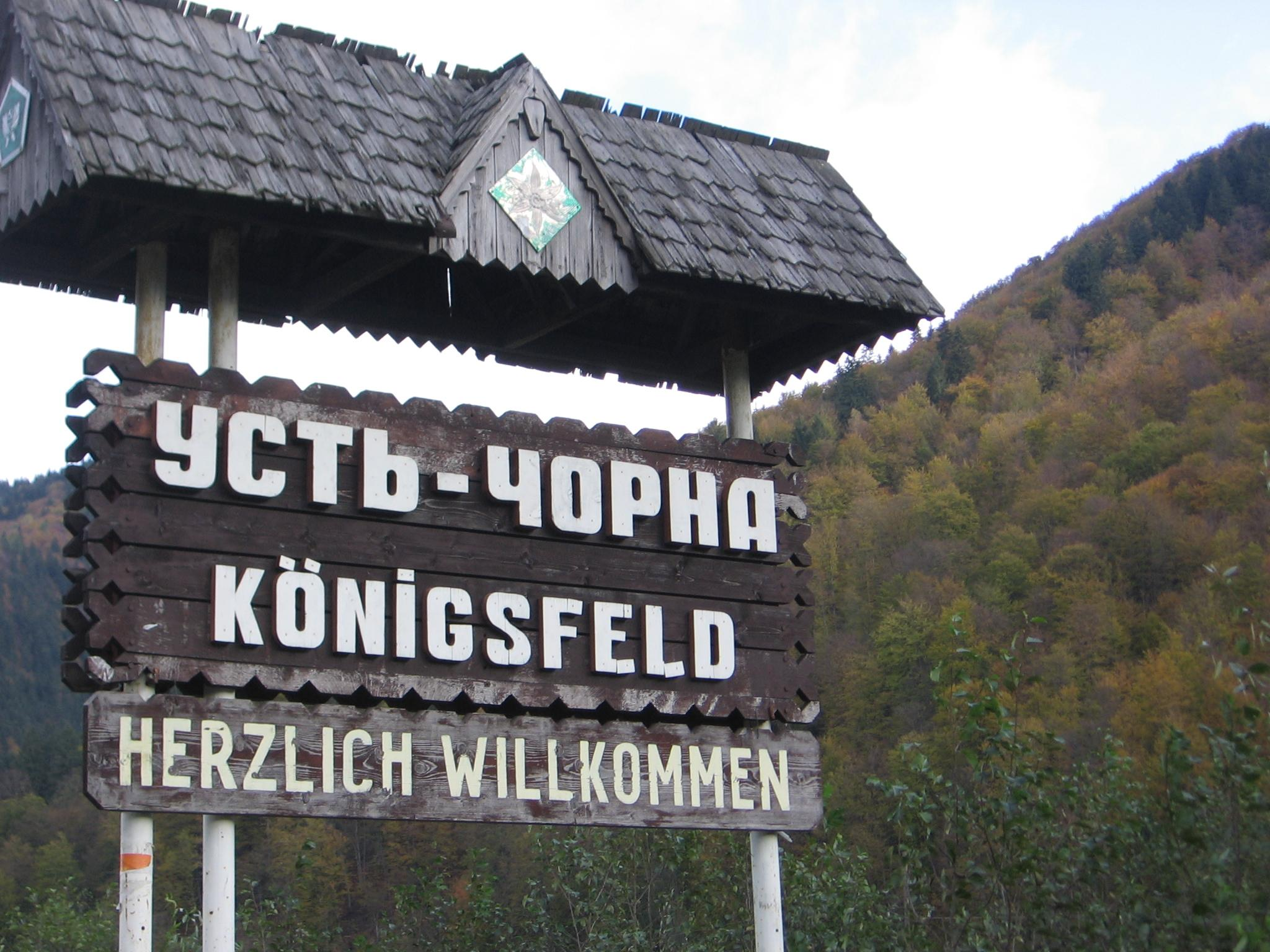

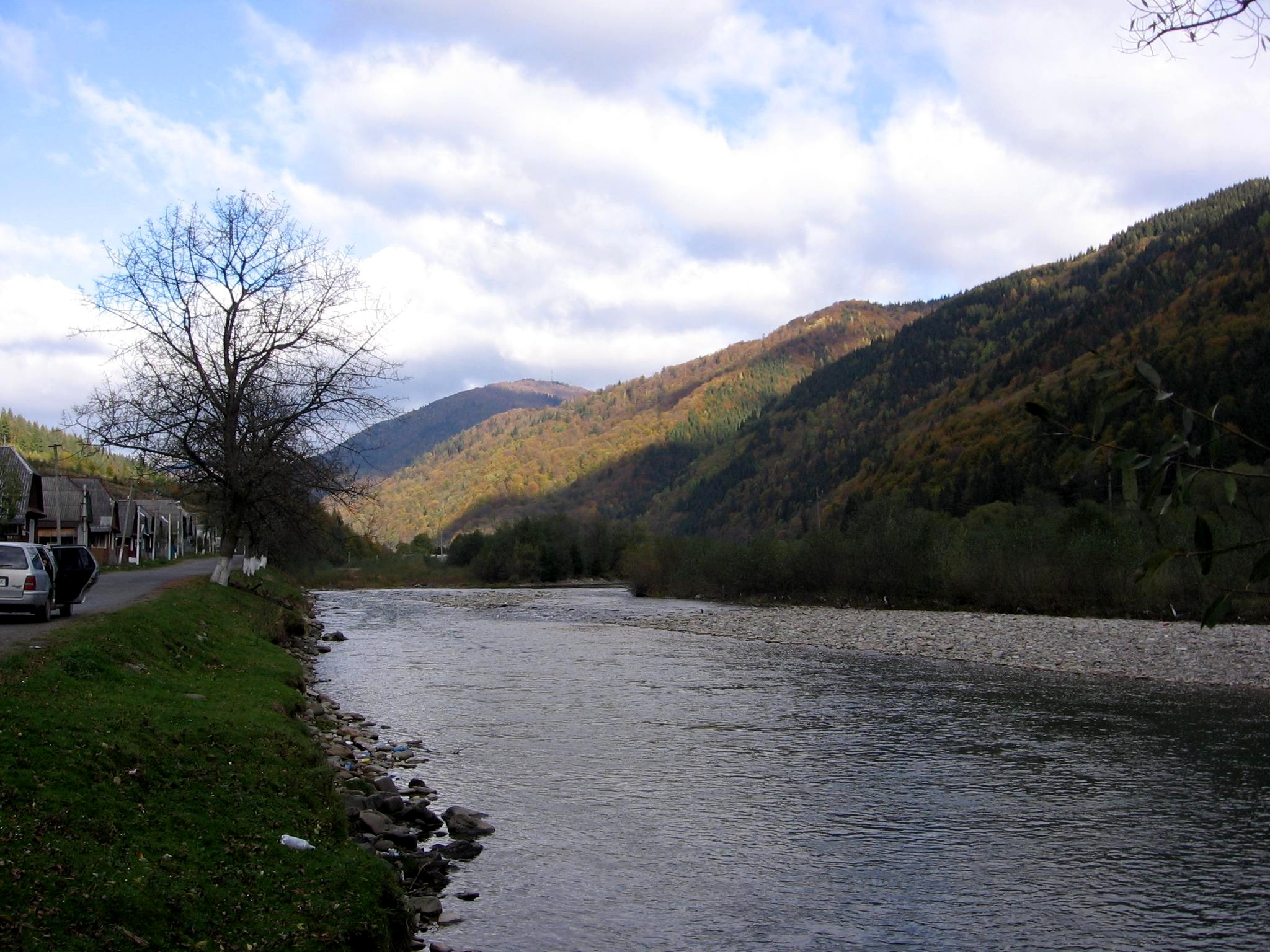

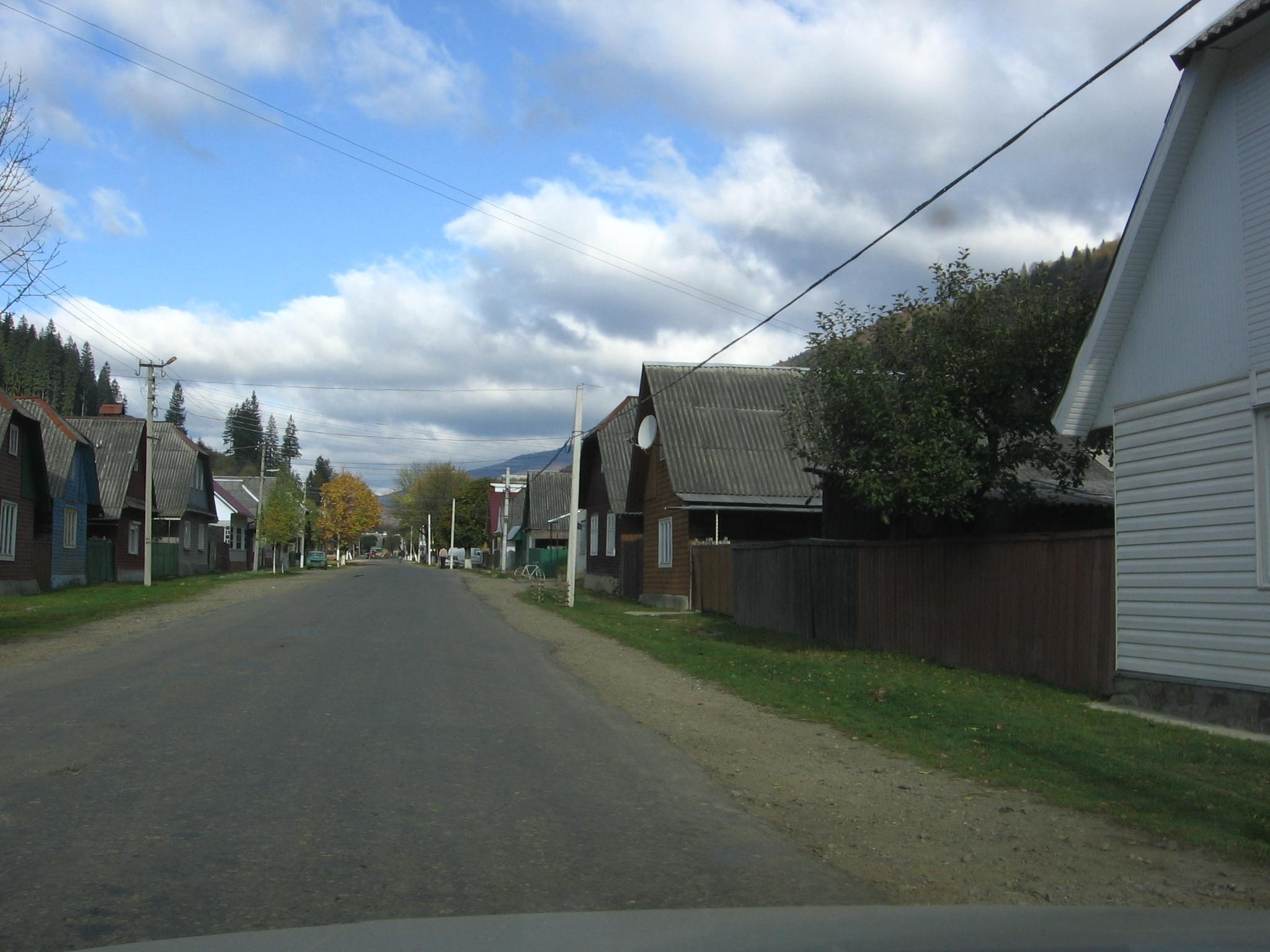

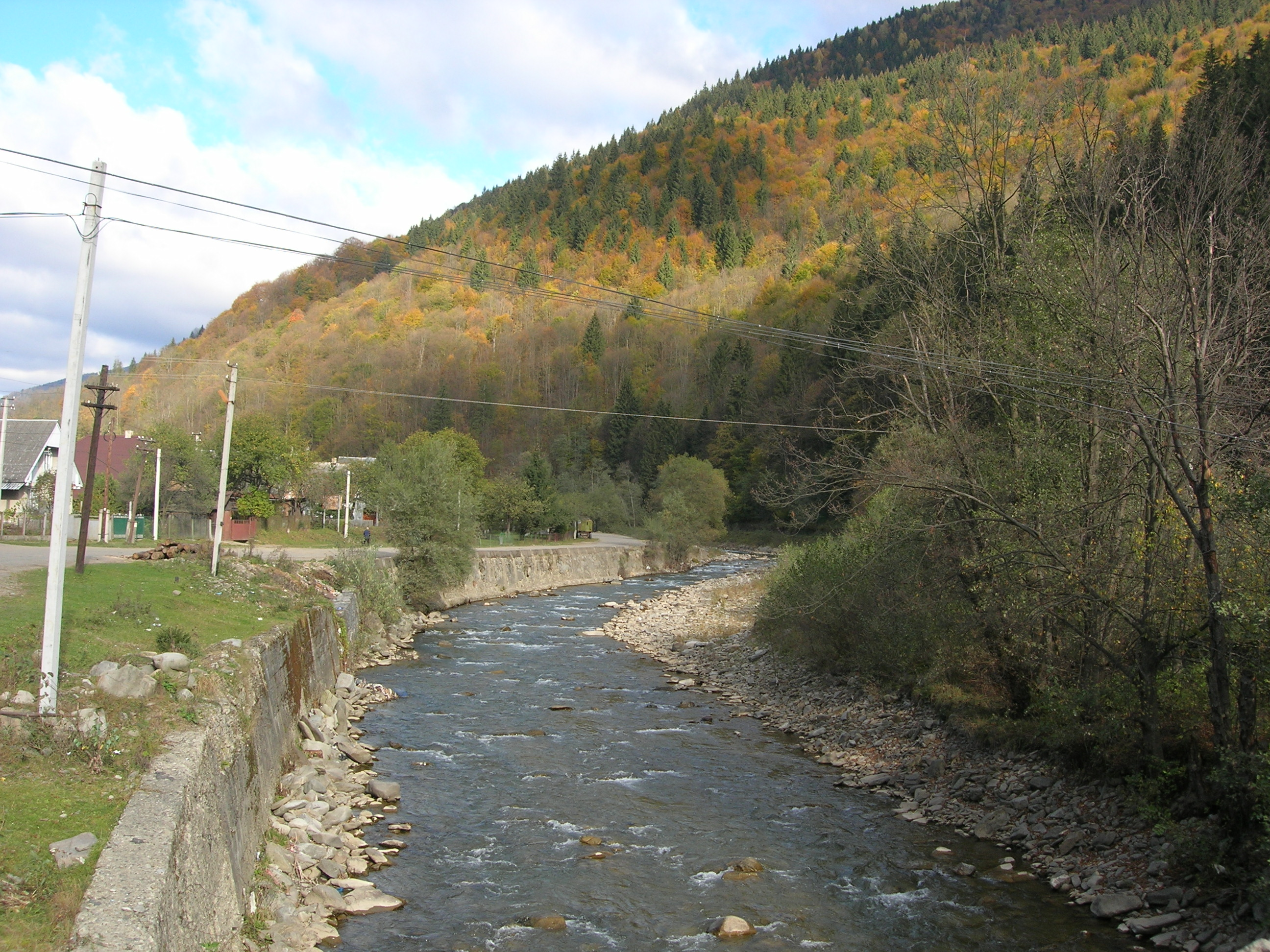

烏斯季喬爾納（羅馬化：Ust'-Chorna）是烏克蘭西部外喀爾巴阡州佳奇夫区乌斯季乔尔纳市镇内的市級鎮及其行政中心。處於泰雷斯瓦河上游的戈爾加內山脈地區，始建於1760年，海拔高度530米，2022年人口1,547。